# Symfonie nr. 4 (Wagenaar)
Bernard Wagenaar voltooide zijn Symfonie nr. 4 in 1949. Het zou zijn laatste werk in dat genre zijn (hij leefde tot 1971).
Wagenaar, toen al jaren Amerikaan, had al bij het New York Philharmonic Orchestra zijn eerste en derde symfonie door het New York Philharmonic onder respectievelijk Willem Mengelberg en Arturo Toscanini kunnen laten uitvoeren. Voor Symfonie nr. 4 was het Boston Symphony Orchestra de eerste. De première vond plaats in 1949.
De componist leidde het genoemde orkest op 16, 17 december 1949 in de Symphony Hall in Boston; 18 februari was er nog een reprise. Het stond geprogrammeerd tussen werken van Hector Berlioz (ouverture Béatrice et Bénédict), Johannes Brahms (Variaties op een thema van Haydn) en Franz Schubert (Symfonie nr. 2). Wagenaars symfonie bestaat uit vijf delen:
- Andante moderato
- Andantino
- Quasi vivace
- Molto adagio
- Allegro.

Het werk is geschreven voor groot symfonieorkest:
- 1 piccolo, 2 hobo’s, althobo, 2 klarinetten, 1 basklarinet, 2 fagoten, 1 contrafagot
- 4 hoorns, 3 trompetten, 3 trombones, 1 tuba
- celesta, piano, percussie
- violen, altviolen, celli, contrabassen

In het bijbehorend programmaboekje schreef Wagenaar dat hij diverse stemmingen wilde weergeven, zonder daar programmamuziek bij wilde schrijven. Van het werk is een historisch opname beschikbaar uit 1952; het werd toen uitgevoerd door het American Recording Society Symphony Orchestra onder leiding van Herbert Haeffner; het werk duurt daarbij circa een half uur.
In 1954 kwam de symfonie toe aan een Nederlandse uitvoering. Eduard van Beinum leidde het Concertgebouworkest op 17 maart 1954 (reprise 18 maart) voor de Nederlandse première. Jan Mul van de Volkskrant zag dat het hoewel de titel symfonie is, het de opbouw daarvan ontbeerde; in zijn ogen was het meer een suite. Bertus van Lier van Het Parool was het met hem eens (vijf composities, niet een werk in vijf delen). Andere recensenten herkenden meer de klankopbouw.    Het programma werd gecompleteerd door Maurice Ravel met Shéhérazade en Hector Berlioz met Symphonie fantastique.